# Лісовий заказник

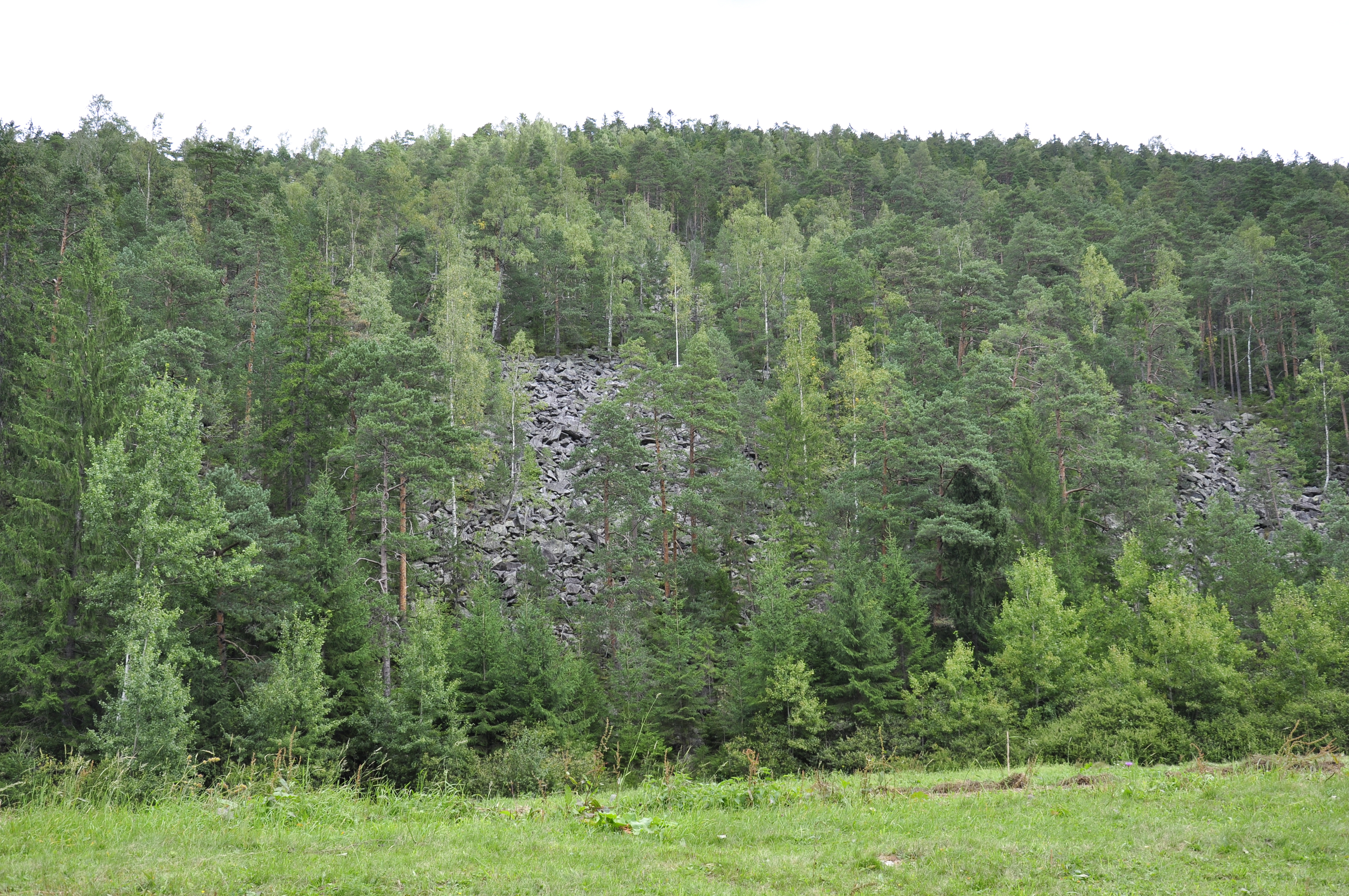
Лісовий заказник загальнодержавного значення Бредулецький

Лісовий заказник — природно-заповідна територія України, що створена задля забезпечення охорони типових для кожного окремого ботаніко-географічного району лісових екосистем. Заказник може бути природного або штучного походження. Найпоширеніші лісові заказники штучного походження — соснові, дубові та білоакацієві насадження.